# Nada (canción de Shakira)
«Nada» es una canción interpretada por la cantante colombiana Shakira, lanzada el 18 de mayo de 2017, una semana antes del lanzamiento de su álbum El Dorado, en el cual está incluida. Es una balada romántica que habla de lo importante que es estar junto a una persona amada y que lo demás no tiene importancia.
La canción ha sido comparada con los éxitos clásicos de sus primeros álbumes como Pies descalzos (1995) y ¿Dónde están los ladrones? (1998). Es el quinto y último sencillo del álbum El Dorado.

## Antecedentes
El audio de Nada fue lanzado el 18 de mayo de 2017, una semana antes del lanzamiento de su álbum  El Dorado en la cuenta de VEVO de la cantante. La canción ha sido anunciada oficialmente como sencillo el 3 de noviembre de 2018, aunque desde el lanzamiento de su video/audio, ha tenido airplay en algunas emisoras locales de Exa FM.
El 3 de noviembre Shakira anuncio mediante sus redes sociales que se presentaría el video en las pantallas de su último concierto en Bogotá - Colombia, posteriormente se subiría a su canal de YouTube.

## Recepción
El 18 de mayo de 2017 se lanzó la canción, una semana antes de su esperado álbum El Dorado.
Aún sin ser single debutó en el puesto 10 de Latin Digital Songs Sales y puesto 47 en Hot Latin Songs de Billboard.
Actualmente el audio lanzado en la plataforma de YouTube cuenta con 44 Millones de reproducciones y con 21 Millones en Spotify.

### Lanzamiento del video
La cantante anuncio por medio de su cuenta en Instagram el lanzamiento del video musical de la canción durante el espectáculo que ofrecera el 3 de noviembre de 2018 en la ciudad de Bogotá como cierre de su gira El Dorado World Tour, y se podrá ver instantes después en su canal oficial en Youtube.
El vídeo oficial en su cuenta de YouTube cuenta con 44 millones de visitas.

## Video
La cantante anunció por medio de su cuenta en Instagram el lanzamiento del video musical de la canción durante el espectáculo que ofrecería el 3 de noviembre de 2018 en la ciudad de Bogotá, como cierre de su gira El Dorado World Tour. 
El video musical fue finalmente subido a su canal oficial en Youtube, alcanzando 1.5 Millones de reproducciones en 24 horas, y posicionándose entre las tendencias de cada país.

### Historia del vídeo
El vídeo cuenta la historia de una mujer que vive en medio del mar, que se encuentra totalmente aislada y sumergida en la soledad. Esta cuenta con un refrigerador vacío y una televisión sin señal, además de un pez en una pecera.
Ella se aburre del vacío que hay dentro y fuera de ella.
Así que decide ahogarse y sale de su casa ubicada en medio del mar.
Esta se arroja al mar, pero no se hunde. Comienza a dar patadas intentando hundirse, pero no lo logra, ya que la marea la lleva de vuelta a la orilla. Al darse cuenta de que ese no era su destino, se dirige hacia un faro que se encuentra cercano..

## Posicionamiento en las listas
| Chile          | Top 100 (Chile Singles Chart) | 40 |
| España         | Top 100 (PROMUSICAE)          | 47 |
| Estados Unidos | Hot Latin Songs               | 47 |
| Estados Unidos | Latin Digital Song Sales      | 10 |
| Francia        | Top 100 Singles (SNEP)        | 82 |